# Mika Boorem
Mika Sue Boorem (Tucson, 18 de agosto de 1987) é uma atriz dos EUA. Começou sua carreira na TV aos 6 anos, ao participar de Mickey's fun songs.
Depois participou de alguns capítulos da novela Toque de um Anjo, Uma Noite Mágica em 1998, Coisas Que Você Pode Dizer Só De Olhar Para Ela em 2000, Lembranças de Um Verão, Riding in Cars with Boys, Na Teia da Aranha em 2001, Carolina, Dirty Dancing 2 - Noites de Havana, Dormindo Fora De Casa em 2004, e Smile em 2005.
Ela fez programas juntamente com Caitlin Wachs, Brendon Clark e Tiffane Burton, em Mickey's fun songs.

## Filmografia
| Ano        | Título                           | Personagem                 | Notas                         |
| ---------- | -------------------------------- | -------------------------- | ----------------------------- |
| 1995       | Beach Party at Walt Disney World | Herself                    |                               |
| 1997       | The Education of Little Tree     | Little Girl                |                               |
| 1998       | Mighty Joe Young                 | Young Jill Young           |                               |
| 1998       | Jack Frost                       | Natalie                    |                               |
| 2000       | The Patriot                      | Margaret Martin            |                               |
| 2001       | Riding in Cars with Boys         | Beverly Donofrio - 11 anos |                               |
| 2001       | Hearts in Atlantis               | Carol Gerber               |                               |
| 2001       | Along Came a Spider              | Megan Rose                 |                               |
| 2002       | Blue Crush                       | Penny Chadwick             |                               |
| 2002- 2003 | Dawson's Creek                   | Harley Hetson              | Papel recorrente, 6 episódios |
| 2003       | Carolina                         | Maine Mirabeau             |                               |
| 2004       | Sleepover                        | Hannah Carlson             |                               |
| 2004       | Dirty Dancing: Havana Nights     | Susie Miller               |                               |
| 2005       | Smile                            | Katie                      |                               |
| 2006       | The Initiation of Sarah          | Sarah                      | telefilme                     |
| 2006       | Augusta, Gone                    | Augusta Dudman             | telefilme                     |
| 2007       | House                            | Hannah Morganthal          | episódios 3-14: "Insensitive" |
| 2007       | Jesse Stone: Sea Change          | Cathleen Holton            | telefilme                     |
| 2008       | Trucker                          |                            |                               |
| 2008       | Street                           | Krisi                      |                               |
| 2008       | Ghost Whisperer                  | Olivia Keller              | Episódio 1- Bloodline         |
| 2009       | The Two Bobs                     |                            |                               |
| 2010       | The Ward                         | Alice Hudson               |                               |